# Нейдгардт, Мария Александровна
Мари́я Алекса́ндровна Не́йдгардт (урождённая Талы́зина; 17 мая 1831 — 5 мая 1904) — благотворительница, председательница Совета Дамского попечительства о бедных (с 1876 года). Кавалерственная дама ордена Святой Екатерины (14 мая 1896). Сестра А. А. Талызина, правнучка генералиссимуса А. В. Суворова.

## Биография
Мария Александровна родилась в многочисленной (5 сыновей и 4 дочери) семье камергера Александра Степановича Талызина и Ольги Николаевны (1803—1882), дочери графа Н. А. Зубова и знаменитой «Суворочки». Её отец, сын генерал-майора С. А. Талызина, владел подмосковной усадьбой Денежниково. Загоскин в своих «Воспоминаниях» писал о семье Талызиных: «А. С. Талызин, коренной богатый москвич, честнейший, благороднейший человек, пользовался общим уважением; жена его, рожденная графиня Зубова, умная, добрая и любезная, была председательницей Совета женских школ в Москве. Дочери унаследовали вместе с прекрасными душевными качествами своей матери и веселость её характера, были милы и крайне просты в общении».
Ольга Николаевна много времени и сил посвящала заботе о нуждающихся, в 1851 году она основала Мариинское училище и стала его попечительницей. Мария Александровна, следуя примеру матери, также занималась благотворительностью. В 1865 году она приняла от матери пост попечительницы Мариинского училища, которое под её руководством было увеличено до трёхсот обучающихся девушек. 3 ноября того же года она стала членом Совета, а 11 декабря 1870 года — попечительницей Хамовнического отделения Дамского попечительства о бедных. В 1876 году С. С. Щербатова, основательница и первая председательница попечительства, подала императрице Марии Александровне прошение «об увольнении по преклонным летам». 17 февраля оно было удовлетворено, также императрица приняла решение о выборе новой председательницы из числа членов Совета. 4 марта Мария Нейдгардт была избрана большинством голосов, 18 марта её кандидатура была Высочайше утверждена. Вместе со своим супругом Борисом Александровичем, состоявшим почётным членом попечительства, она занималась устройством новых приютов, богаделен, лечебниц и домовых церквей, учреждением пособий и стипендий. Их внучка Мария Столыпина вспоминала: «Был он почётным опекуном в Москве и, как таковой, имел дело с массою приютов, воспитательных домов, школ, и везде дети его встречали с криками „казённый папаша приехал“ и очень любили его. Бабушка тоже заведовала большим числом богоугодных и учебных заведений, и по утрам, в Москве, каждый из них сидел в своём кабинете, принимая секретарей и просителей»
Отмечая деятельность попечительства и его руководительницы, императрица Мария Фёдоровна писала 5 апреля 1887 года:
Справедливо ценя полезную деятельность Дамскаго Попечительства о бедных в Москве, Я с удовольствием выражаю вам, как Председательнице онаго, мою искреннюю признательность за понесённые вами труды и поручаю вам передать Мою благодарность всем, по мере сил содействовавшим развитию его учреждений.
За свои труды на благотворительном поприще Мария Александровна была удостоена ряда наград: Мариинского знака за XXV лет беспорочной службы, ордена Святой Екатерины малого креста (14 мая 1896), медали «В память царствования императора Александра III» и юбилейного знака «В память исполнения 2 мая 1897 года 100 лет существования Ведомства учреждений Императрицы Марии».
Семейство Нейдгардтов проживало в старинном трёхэтажном здании на Арбате «с толстыми стенами, большими комнатами, уютными и нарядными.» По воспоминаниям внучки, «весь уклад жизни на Арбате, чинный, патриархальный и широкий». Каждому члену, включая проживавших долгое время с родителями Александру и Анне, принадлежало по несколько своих комнат. В доме было много прислуги, которая служила по многу лет и «совсем сроднились с семьёй.» Позднее два верхних этажа сдавались в наем, а в доме было проведено электричество. Семья владела несколькими имениями в разных губерниях империи. Марии Александровне принадлежало более чем 8000 десятин земли при деревне Шентала Спасского уезда Казанской губернии. В 1868 году Борис Александрович приобрел усадьбу Отрада (ныне посёлок Новый мир) в Нижегородской губернии. Часто Нейдгардты летние месяцы проводили у дочери и зятя в Колноберже, добираясь туда в личном вагоне.
Нейдгардты занимали достаточно высокое положение при императорском дворе: Борис Александрович был обер-гофмейстером. Душой семьи была Мария Александровна, «очень полная, всегда спокойная и неизменно ласковая». Она была знакома с Тургеневым, который «в своё время читал у бабушки вслух „Записки охотника“», и с молодости имела альбом, в котором «собирала подписи знаменитых людей с которыми встречалась.».

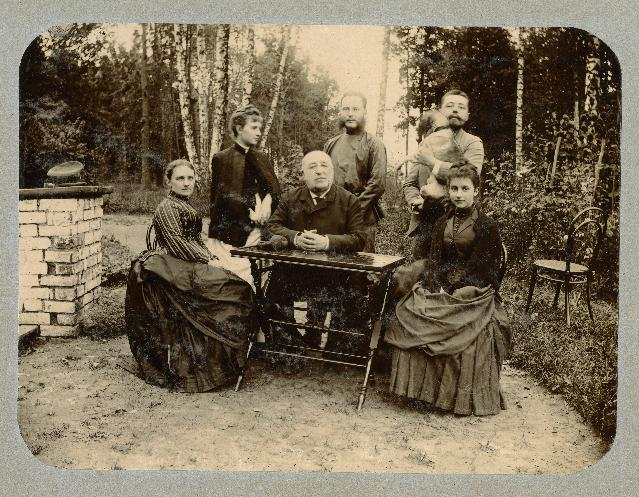
Слева направо сидят: Мария Александровна, Борис Александрович, Анна; стоят: Ольга, Алексей и Дмитрий

Мария Александровна Нейдгардт скончалась 5 мая 1904 года в Москве и была похоронена в Новодевичьем монастыре рядом с супругом.

## Брак и дети
Мария Александровна вышла замуж за тайного советника Бориса Александровича Нейдгардта (1819—1900), сына генерала от инфантерии Александра Ивановича Нейдгардта и его супруги Анны Борисовны, урождённой княжны Черкасской.
В браке родились:
- Александр (1857—1907);
- Ольга (1859—1944) — фрейлина, с 1884 года супруга председателя Совета министров Петра Аркадьевича Столыпина;
- Дмитрий (1861/1862—1942) — сенатор, член Государственного совета. Женат на Варваре Александровне Пономарёвой (1875—1924);
- Алексей (1863—1918, расстрелян) — член Государственного совета. Женат на княжне Любови Николаевне Трубецкой (1868—1928), дочери минского губернатора князя Н. Н. Трубецкого. В 2000 году причислен Русской православной церковью к лику святых;
- Анна (1868—1939) — супруга министра иностранных дел Сергея Дмитриевича Сазонова.